# Alfredo Ruiz
Alfredo José Ruiz Angulo (21 de junio de 1965) es un funcionario público venezolano designado el 1 de agosto de 2017 como Defensor del Pueblo por la Asamblea Nacional Constituyente. En 2019 fue sancionado por el gobierno canadiense por estar directamente implicado «en actividades que socavan las instituciones democráticas».

## Biografía
Nacido en Caracas en la parroquia La Vega, es licenciado en Educación, mención Filosofía, es egresado Universidad Católica Andrés Bello en el núcleo Los Teques. Realizó estudios en posgrado en investigación educativa en el Centro de Reflexión y Planificación Educativa (CERPE), posteriormente en Derechos Humanos en la Universidad de Verano en Ginebra, Suiza.
En agosto de 2017 es nombrado como Defensor del Pueblo, después de que Tarek William Saab, fuera designado Fiscal General por la Asamblea Nacional Constituyente (ANC) en vista de que la anterior fiscal Luisa Ortega Díaz fuese destituida de manera irregular.

## Sanciones
El 15 de abril de 2019 fue sancionado por el gobierno de Canadá, junto a otros 42 funcionarios del gobierno de Nicolás Maduro, por estar «directamente implicados en actividades que socavan las instituciones democráticas».